# Tore Brovold
Tore Brovold (Hamar, 12 giugno 1970) è un tiratore a volo norvegese.

## Palmarès

### Olimpiadi
- 1 medaglia:
  - 1 argento (Pechino 2008 nello skeet)